# Чемпіонат Південної Америки з легкої атлетики
Чемпіонат Південної Америки з легкої атлетики — найпрестижніше у південноамериканському легкоатлетичному календарі міжнародне змагання, що проводиться раз на два роки Південноамериканською легкоатлетичною конфедерацією.
Перший чемпіонат був проведений 1919 року. З усіх головних чемпіонатів, що проводять континентальні легкоатлетичні федерації, чемпіонат Південної Америки з легкої атлетики є найстаршим з більш ніж столітньою історією.
Жінки беруть участь у чемпіонатах, починаючи з 1939.

## Формат
У змаганнях беруть участь легкоатлети, які представляють національні федерації, що входять до Південноамериканської легкоатлетичної конфедерації.
Наразі змагальна програма чемпіонату Південної Америки включає по 22 дисципліни для чоловіків та жінок:
- бігові види на доріжці стадіону: біг на 100, 200, 400, 800, 1500, 5000, 10000 метрів, 110 метрів з бар'єрами (у чоловіків) та 100 метрів з бар'єрами (у жінок), 400 метрів з бар'єрами, 3000 метрів з перешкодами, естафети 4×100 та 4×400 метрів;
- спортивна ходьба на 20000 метрів доріжкою стадіону;
- технічні дисципліни: стрибки у висоту, з жердиною, в довжину та потрійним, штовхання ядра, метання диска, молота та списа;
- багатоборство: десятиборство (у чоловіків) і семиборство (у жінок)[1].

Починаючи з 2021, до програми змагань був доданий розіграш медалей в естафетному бігу 4×400 метрів серед змішаних команд, у кожній з яких беруть участь по 2 чоловіки та 2 жінки.
Шосейні дисципліни марафонського бігу та спортивної ходьби не входять до програми чемпіонату. Медалі у цих видах розігруються в межах континентальних першостей, що проводяться окремо.
Місце країни у командному заліку визначається на основі просвоюваних спортсменам очок за місця, які вони посідають.

## Чемпіонати
| #    | Рік  | Місто-господар | Дати проведення         | Арена змагань            |
| ---- | ---- | -------------- | ----------------------- | ------------------------ |
| 1    | 1919 | Монтевідео     | 11-13 квітня            |                          |
| 2    | 1920 | Сантьяго       | 22-25 квітня            |                          |
| 2[a] | 1922 | Ріо-де-Жанейро | 22-25 квітня            |                          |
| 3    | 1924 | Буенос-Айрес   | 17-22 квітня            |                          |
| 4    | 1926 | Монтевідео     | 15-20 квітня            |                          |
| 5    | 1927 | Сантьяго       | 14-19 квітня            |                          |
| 6    | 1929 | Ліма           | 5-10 травня             |                          |
| 7    | 1931 | Буенос-Айрес   | 30 квітня — 1 травня    |                          |
| 8    | 1933 | Монтевідео     | 6-9 квітня              |                          |
| 9    | 1935 | Сантьяго       | 11-14 квітня            |                          |
| 10   | 1937 | Сан-Паулу      | 27-30 травня            |                          |
| 11   | 1939 | Ліма           | 25-28 травня            |                          |
| 12   | 1941 | Буенос-Айрес   | 26 квітня — 4 травня    |                          |
| 13   | 1943 | Сантьяго       | 23 квітня — 2 травня    |                          |
| 14   | 1945 | Монтевідео     | 15-22 квітня            |                          |
| 15   | 1947 | Ріо-де-Жанейро | 25 квітня — 3 травня    |                          |
| 16   | 1949 | Ліма           | 16-24 квітня            |                          |
| 17   | 1952 | Буенос-Айрес   | 3-11 травня             |                          |
| 18   | 1954 | Сан-Паулу      | 17-25 квітня            |                          |
| 19   | 1956 | Сантьяго       | 14-22 квітня            |                          |
| 20   | 1958 | Монтевідео     | 19-27 квітня            |                          |
| 21   | 1961 | Ліма           | 20-28 травня            |                          |
| 22   | 1963 | Калі           | 20-28 травня            |                          |
| 23   | 1965 | Ріо-де-Жанейро | 8-16 травня             |                          |
| 24   | 1967 | Буенос-Айрес   | 7-15 жовтня             |                          |
| 25   | 1969 | Кіто           | 4-12 жовтня             |                          |
| 26   | 1971 | Ліма           | 9-17 жовтня             |                          |
| 27   | 1974 | Сантьяго       | 16-21 квітня            |                          |
| 28   | 1975 | Ріо-де-Жанейро | 26-31 серпня            |                          |
| 29   | 1977 | Монтевідео     | 4-6 листопада           |                          |
| 30   | 1979 | Букараманга    | 31 жовтня — 4 листопада |                          |
| 31   | 1981 | Ла-Пас         | 5-8 листопада           |                          |
| 32   | 1983 | Санта-Фе       | 29 вересня — 2 жовтня   |                          |
| 33   | 1985 | Сантьяго       | 12-15 вересня           |                          |
| 34   | 1987 | Сан-Паулу      | 8-11 жовтня             |                          |
| 35   | 1989 | Медельїн       | 5-8 серпня              |                          |
| 36   | 1991 | Манаус         | 28-30 червня            |                          |
| 37   | 1993 | Ліма           | 2-4 липня               |                          |
| 38   | 1995 | Манаус         | 28-30 травня            |                          |
| 39   | 1997 | Мар-дель-Плата | 4-6 квітня              |                          |
| 40   | 1999 | Богота         | 25-27 червня            |                          |
| 41   | 2001 | Манаус         | 18-20 травня            |                          |
| 42   | 2003 | Баркісімето    | 20-22 червня            |                          |
| 43   | 2005 | Калі           | 22-24 липня             |                          |
| 44   | 2006 | Тунха          | 29 вересня — 1 жовтня   |                          |
| 45   | 2007 | Сан-Паулу      | 7-9 червня              |                          |
| 46   | 2009 | Ліма           | 19-21 червня            |                          |
| 47   | 2011 | Буенос-Айрес   | 2-6 червня              |                          |
| 48   | 2013 | Картахена      | 5-7 липня               |                          |
| 49   | 2015 | Ліма           | 12-14 червня            |                          |
| 50   | 2017 | Асунсьйон      | 23-25 червня            |                          |
| 51   | 2019 | Ліма           | 24-26 травня            | Villa Deportiva Nacional |
| 52   | 2021 | Гуаякіль       | 29-31 травня            | Модело Альберто Спенсер  |
| 53   | 2023 | Сан-Паулу      | 28-30 липня             | Ікару ді Кастру Мелу     |
| 53   | 2025 | Мар-дель-Плата | 25-27 квітня            |                          |

a  Легкоатлетичні змагання у програмі Латиноамериканських ігор 1922 року були офіційно включені Південноамериканською легкоатлетичною конфедерацією до переліку чемпіонатів Південної Америки з легкої атлетики на Конгресі 2018 року без зміни порядкової нумерації змагань.